# Tekken 3
Tekken 3 (Japoneză: 鉄拳3) este un joc video de lupte. A fost lansat pe Arcade în martie 1997, și pentru PlayStation în 1998.
Printre personajele noi din Tekken 3 se numără Jin Kazama, Ling Xiaoyu, Bryan Fury, Eddy Gordo și Hwoarang, cu un număr de douăzeci și trei de personaje în total. Versiunea de Playstation a inclus un nou mod beat'em up numit Tekken Force, precum și modul bonus Tekken Ball.
Tekken 3 este considerat drept unul dintre cele mai de succes jocuri video din toate timpurile. Cu peste 8 milioane de exemplare vândute în toată lumea, Tekken 3 este al patrulea cel mai bine vândut joc pe PlayStation. O continuare non-canonică a fost lansată în 1999 și 2000 pe arcade și apoi pe PlayStation 2, intitulată Tekken Tag Tournament. A fost urmat de Tekken 4 în 2001.